# Списак државних министара Краљевине Данске
Боје означавају страначку припадност:
| Боја | Странка                                |
| ---- | -------------------------------------- |
|      | Социјалдемократи (дан. )               |
|      | Либерална странка (дан. )              |
|      | Конзервативна Народна странка (дан. )  |
|      | Социјалистичка Народна странка (дан. ) |
|      | Социјална Либерална странка (дан. )    |
|      | Црвено-зелена коалиција (дан. )        |
|      | Данска Народна странка (дан. )         |
|      | Либерална Алијанца (дан. )             |

## Од 1918. године - до данас:
| Државни министри за време владавине Маргрете II (1972–до данас) |                     |                     |                     |                                                                                           |                    |                               |                                                                                               |
|                                                                 | Слика               | Државни министар    | Од                  | До                                                                                        | Избори одржани     | Странка                       | Владина kоалиција                                                                             |
|                                                                 |                     | Анкер Јоргенсен     | 5. октобар 1972.    | 19. децембар 1973.                                                                        | -                  | Социјалдемократи              | Социјалдемократи                                                                              |
|                                                                 | X                   | Пол Хартлинг        | 17. децембар 1973.  | 13. фебруар 1975.                                                                         | 1973               | Либерална странка             | Либерална странка,                                                                            |
|                                                                 |                     | Анкер Јоргенсен     | 13. фебруар 1975.   | 30. август 1978.                                                                          | 1975               | Социјалдемократи              | Социјалдемократи, Либерална странка                                                           |
| 30. август 1978.                                                | 26. октобар 1979.   | Анкер Јоргенсен     | 1977                | Социјалдемократи, Либерална странка                                                       |                    | Социјалдемократи              |                                                                                               |
| 26. октобар 1979.                                               | 30. децембар 1981.  | Анкер Јоргенсен     | 1979                | Социјалдемократи                                                                          |                    | Социјалдемократи              |                                                                                               |
| 30. децембар 1981.                                              | 10. септембар 1981. | Анкер Јоргенсен     | 1981                | Социјалдемократи                                                                          |                    | Социјалдемократи              |                                                                                               |
|                                                                 |                     | Пол Шлитер          | 10. септембар 1982. | 10. септембар 1987.                                                                       | 1984               | Конзервативна Народна странка | Конзервативна Народна странка, Либерална странка, Центрум-Демократи, Хришћански Демократи     |
| 10. септембар 1987.                                             | 3. јуни 1988.       | Пол Шлитер          | 1987                | Конзервативна Народна странка, Либерална странка, Центрум-Демократи, Хришћански Демократи |                    | Конзервативна Народна странка |                                                                                               |
| 3. јуни 1988.                                                   | 18. децембар 1990.  | Пол Шлитер          | 1988                | Конзервативна Народна странка, Либерална странка, Социјална Либерална странка             |                    | Конзервативна Народна странка |                                                                                               |
| 18. децембар 1990.                                              | 25. јануар 1993.    | Пол Шлитер          | 1990                | Конзервативна Народна странка, Либерална странка,                                         |                    | Конзервативна Народна странка |                                                                                               |
|                                                                 |                     | Пол Нируп Расмусен  | 25. јануар 1993.    | 27. септембар 1994.                                                                       | -                  | Социјалдемократи              | Социјалдемократи, Социјална Либерална странка, Центрум-демократи, Хришћанске демократе        |
| 27. септембар 1994.                                             | 30. децембар 1996.  | Пол Нируп Расмусен  | 1998                | Социјалдемократи, Социјална Либерална странка, Центрум-Демократи                          |                    | Социјалдемократи              |                                                                                               |
| 30. децембар 2007.                                              | 23. март 1998.      | Пол Нируп Расмусен  | -                   | Социјалдемократи, Социјална Либерална странка                                             |                    | Социјалдемократи              |                                                                                               |
| 23. март 1998.                                                  | 27. новембар 2001.  | Пол Нируп Расмусен  | 1998                | Социјалдемократи, Социјална Либерална странка                                             |                    | Социјалдемократи              |                                                                                               |
|                                                                 |                     | Андерс Фог Расмусен | 27. новембар 2001.  | 18. фебруар 2005.                                                                         | 20. новембар 2001. | Либерална странка             | Либерална странка, Конзервативна Народна странка                                              |
| 18. фебруар 2005.                                               | 23. новембар 2007.  | Андерс Фог Расмусен | 8. фебруар 2005.    |                                                                                           |                    | Либерална странка             | Либерална странка, Конзервативна Народна странка                                              |
| 23. новембар 2007.                                              | 05. април 2009.     | Андерс Фог Расмусен | 13. новембар 2007.  |                                                                                           |                    | Либерална странка             | Либерална странка, Конзервативна Народна странка                                              |
|                                                                 |                     | Ларс Локе Расмусен  | 5. април 2009.      | 3. октобар 2011.                                                                          | -                  | Либерална странка             | Либерална странка, Конзервативна Народна странка                                              |
|                                                                 |                     | Хеле Торнинг-Шмит   | 3. октобар 2011.    | 28. јуни 2015.                                                                            | 15. септембар 2011 | Социјалдемократи              | Социјалдемократи, Социјална Либерална странка, Социјалистичка Народна странка                 |
|                                                                 |                     | Ларс Локе Расмусен  | 28. јуни 2015.      | На функцији                                                                               | 18. јуни 2015.     | Либерална странка             | Либерална странка, Конзервативна Народна странка, Данска Народна партија и Либерална Алијанса |